# Odeon Film
Die Odeon Film AG war eine deutsche Produktionsgesellschaft von Fernseh- und Kinofilmen. Ihr TV-Arm entstand 1998 nach der Übernahme von Georg Althammers Monaco-Film Gruppe durch die Bavaria Film. 2019 erwarb der Konkurrent Leonine Studios mehr als 90 % der Anteile und sorgte dafür, dass die Tochterfirmen Odeon Entertainment und Odeon Fiction 2021 mit den Leonine Studios verschmolzen. 2022 wurde Odeon Entertainment in Madame Zheng Production umbenannt.

## Geschichte
Seit dem 12. April 1999 ist die Gesellschaft an der Börse notiert, das Unternehmen ist Mitglied im CDAX. Die Tochtergesellschaft Monaco Film konzentriert sich überwiegend auf die Erstellung von Kriminalfilmserien. Zu den bekanntesten Fernsehserien der Gesellschaften gehören Matulas Ein Fall für zwei, sowie die Neuentwicklung von Ein Fall für zwei mit Antoine Monot, Jr. und Wanja Mues, Der Ermittler, Wolffs Revier, SK Kölsch sowie Die Kommissarin. Die wichtigsten Kunden der Gruppe sind ARD, ZDF sowie Sat.1 und RTL.

### Gesellschafterstruktur
- GFP Vermögensverwaltungs GmbH & Co. Beteiligungs KG: 0,01 %
- Eigene Aktien: 0,72 %
- Mischa Hofmann: 5,59 %
- Streubesitz: 9,34 %
- Zweite Medienfonds German Filmproductions GFP GmbH & Co. Dritte Beteiligungs KG: 14,84 %
- Zweite Medienfonds German Filmproductions GFP GmbH & Co. Beteiligungs KG: 27,55 %
- Tele-München Fernseh-GmbH & Co Produktionsgesellschaft: 41,95 %

## Produktionen

### Fernsehserien

#### Serien, die aktuell in Produktion sind oder im Fernsehen zu sehen sind
- Ein Fall für zwei (Neuentwicklung seit 2014)
- Der Landarzt (seit 1987)
- Der Kriminalist (seit 2006)
- Der Staatsanwalt (seit 2007)
- Die Stein (seit 2008)
- Letzte Spur Berlin (seit 2012)
- Familie Undercover (seit 2012)

#### Auswahl an zurzeit nicht laufenden Serien
- Liebling Kreuzberg
- Unser Lehrer Doktor Specht
- Der letzte Zeuge
- KDD – Kriminaldauerdienst
- Türkisch für Anfänger
- Ein Fall für zwei

### Fernsehfilme
Der erste Fernsehfilm wurde 1968 produziert. Bis heute sind rund 180 Filme entstanden.

### Spielfilme
Die Gesellschaft ist ein etablierter Kinofilmproduzent und Verleiher in Deutschland und hat über 40 Kinofilme produziert, koproduziert bzw. verliehen. Darunter sind viele national und international preisgekrönte Produktionen vielfältiger Genres.
- John Rabe
- Nordwand
- Das fliegende Klassenzimmer, Neuverfilmung 2003
- Wo ist Fred?
- Erkan & Stefan
- Das doppelte Lottchen
- Sommer in Orange

### Verleih
- Kirschblüten – Hanami
- Wüstenblume
- Der Knochenmann
- Die Fremde
- Die Klavierspielerin